# Ihei Kimura
Ihei Kimura, en idioma japonés 木村伊兵衛 Kimura Ihee, (Shitaya-ku, 12 de diciembre de 1901 - Nippori, 31 de mayo de 1974 ) fue un fotógrafo japonés que destacó como fotoperiodista por sus reportajes sobre la ciudad de Tokio y la Prefectura de Akita.
Aprendió fotografía de modo autodidacta y en 1924 abrió su primer estudio en Tokio, en 1929 realizó un viaje en un zepelín para hacer un reportaje aéreo de Japón. Al aparecer en el mercado la cámara Leica consiguió el instrumento adecuado para que pudiese realizar la fotografía documental que deseaba, de ese modo comenzó a colaborar en diversas revistas. Estuvo interesado por las vanguardias europeas y de modo especial por la exposición Film und Foto realizada en Tokio y Osaka en 1931; esta influencia dio lugar a la revista Koga que recogía sus trabajos junto a los de Yasuzo Nojima, Iwata Nakayama y Nobuo Ina. En 1934 fundó una agencia de prensa llamada Nippon-Kobo y unos meses después otra con el nombre de Chuo-Kobo. En 1937 presentó un mural en la Exposición Universal de París junto a los fotógrafos Kiyoshi Koishi, Himoru Hara y Yoshio Watanabe. Al terminar la Segunda Guerra Mundial fundó la editorial Bunka-Sha.
Está considerado junto a Hiroshi Hamaya y Ken Domon como uno de los principales fotógrafos documentales de Japón del siglo XX. El premio Ihei Kimura para jóvenes fotógrafos japoneses que destacan por dar a conocer su trabajo se otorga de modo anual.